# نيو بوسطن (إلينوي)
نيو بوسطن (بالإنجليزية: New Boston, Illinois)‏ هي مدينة تقع في الولايات المتحدة في إلينوي. يقدر عدد سكانها بـ 683 نسمة .

## التركيبة السكانية
حدّد مكتب تعداد الولايات المتحدة بيانات التركيبة السكانية لنيو بوسطن في تعداد الولايات المتحدة. في ما يلي، التركيبة السكانية حسب تعدادي 2000 و2010.

### تعداد عام 2000
بلغ عدد سكان نيو بوسطن 632 نسمة بحسب تعداد عام 2000، وبلغ عدد الأسر 269 أسرة وعدد العائلات 177 عائلة مقيمة في المدينة. في حين سجلت الكثافة السكانية 173.6 نسمة لكل كيلومتر مربع (449.6/ميل2). وبلغ عدد الوحدات السكنية 317 وحدة بمتوسط كثافة قدره 87.1 لكل كيلومتر مربع (225.6/ميل2).
وتوزع التركيب العرقي للمدينة بنسبة 99.53% من البيض و0.16% من الأمريكيين الأفارقة و0.16% من الأمريكيين الأصليين و0.16% من الأعراق الأخرى و0.32% من الهسبانيون أو اللاتينيون من أي عرق.
بلغ عدد الأسر 269 أسرة كانت نسبة 30.9% منها لديها أطفال تحت سن الثامنة عشر تعيش معهم، وبلغت نسبة الأزواج القاطنين مع بعضهم البعض 53.2% من أصل المجموع الكلي للأسر، ونسبة 8.2% من الأسر كان لديها معيلات من الإناث دون وجود شريك،  بينما كانت نسبة 4.5% من الأسر لديها معيلون من الذكور دون وجود شريكة وكانت نسبة 34.2% من غير العائلات. تألفت نسبة 29% من أصل جميع الأسر من عدة أفراد يعيشون في نفس المنزل ونسبة 12.3% كانت تتألف من شخص يعيش بمفرده يبلغ من العمر 65 عاماً أو أكثر. وبلغ متوسط حجم الأسرة المعيشية 2.35، أما متوسط حجم العائلات فبلغ 2.92.
بلغ العمر الوسطي للسكان 40.2 عاماً. وكانت نسبة 23.1% من القاطنين تحت سن الثامنة عشر، وكانت نسبة 9.3% بين الثامنة عشر والرابعة والعشرين عاماً، ونسبة 25.9% كانت واقعةً في الفئة العمرية ما بين الخامسة والعشرين والرابعة والأربعين عاماً، ونسبة 24.5% كانت ما بين الخامسة والأربعين والرابعة والستين، ونسبة 17.1% كانت ضمن فئة الخامسة والستين عاماً فما فوق. يوجد لكل 100 أنثى 103.2 ذكر، ويوجد لكل 100 أنثى في الثامنة عشر من عمرها فما فوق 102.5 ذكر.
بلغ متوسط دخل الأسرة في المدينة 29,231 دولارًا، أما متوسط دخل العائلة فبلغ 36,875 دولارًا. وكان متوسط دخل الذكور 32,361 دولارًا مقابل 17,917 دولارًا للإناث. وسجل دخل الفرد الخاص بالمدينة 15,593 دولارًا. وكانت نسبة 6.4% من العائلات ونسبة 11.2% من السكان تحت خط الفقر، وكان من هؤلاء نسبة 17.1% تحت سن الثامنة عشر ونسبة 11.7% في الخامسة والستين من العمر وما فوق.

### تعداد عام 2010
بلغ عدد سكان نيو بوسطن 683 نسمة بحسب تعداد عام 2010، وبلغ عدد الأسر 279 أسرة وعدد العائلات 192 عائلة مقيمة في المدينة. في حين سجلت الكثافة السكانية 187.6 نسمة لكل كيلومتر مربع (485.9/ميل2). وبلغ عدد الوحدات السكنية 329 وحدة بمتوسط كثافة قدره 90.4 لكل كيلومتر مربع (234.1/ميل2).
وتوزع التركيب العرقي للمدينة بنسبة 99.27% من البيض و0.15% من الأمريكيين الأفارقة و0.15% من الأمريكيين الأصليين و0.44% من عرقين مختلطين أو أكثر و1.76% من الهسبانيون أو اللاتينيون من أي عرق.
بلغ عدد الأسر 279 أسرة كانت نسبة 29% منها لديها أطفال تحت سن الثامنة عشر تعيش معهم، وبلغت نسبة الأزواج القاطنين مع بعضهم البعض 52% من أصل المجموع الكلي للأسر، ونسبة 11.5% من الأسر كان لديها معيلات من الإناث دون وجود شريك،  بينما كانت نسبة 5.4% من الأسر لديها معيلون من الذكور دون وجود شريكة وكانت نسبة 31.2% من غير العائلات. تألفت نسبة 25.4% من أصل جميع الأسر من عدة أفراد يعيشون في نفس المنزل ونسبة 12.5% كانت تتألف من شخص يعيش بمفرده يبلغ من العمر 65 عاماً أو أكثر. وبلغ متوسط حجم الأسرة المعيشية 2.45، أما متوسط حجم العائلات فبلغ 2.90.
بلغ العمر الوسطي للسكان 44.4 عاماً. وكانت نسبة 23.4% من القاطنين تحت سن الثامنة عشر، وكانت نسبة 6.6% بين الثامنة عشر والرابعة والعشرين عاماً، ونسبة 20.5% كانت واقعةً في الفئة العمرية ما بين الخامسة والعشرين والرابعة والأربعين عاماً، ونسبة 31.9% كانت ما بين الخامسة والأربعين والرابعة والستين، ونسبة 17.6% كانت ضمن فئة الخامسة والستين عاماً فما فوق. وتوزع التركيب الجنسي للسكان بنسبة 47.9% ذكور و52.1% إناث.